# Waldemar Svensson
Waldemar Svensson (i riksdagen kallad Svensson i Ljungskile), född 26 maj 1897 i Ålem, död 31 januari 1984 i Ljungs församling, Göteborgs stift, var en svensk agronom och politiker (folkpartist), vice partiordförande 1958-1962. Far till riksdagsledamoten Kerstin Sandborg.

## Biografi
Waldemar Svensson, som var son till en skomakarmästare, arbetade från tolv års ålder som lantarbetare. Efter studier på lantmannaskolor i Osby och Önnestad fortsatte han till Alnarps lantbruksinstitut där han 1923 avlade agronomexamen. Han var därefter lantbrukare i Skälläckeröd i Ljungskile samtidigt som han 1923-1961 var lärare vid Ljungskile folkhögskola, som på den tiden hette Västkustens ungdomsskola. I Ljungskile var han också ordförande i missionsförsamlingen.
År 1930 grundade han tidningen "Västsverige", som 1936 bytte namn till "Frisinnad Tidskrift". Tidningen blev ett viktigt organ för frisinnet inom svensk liberalism. Han fortsatte som tidningens redaktör och utgivare till 1974.
Åren 1926-1934 var han ombudsman för Bohusläns valkretsförbund i frisinnade landsföreningen, och efter den liberala återföreningen var han 1934-1937 förste vice ordförande i folkpartiets ungdomsförbund. Åren 1958-1962 var han folkpartiets vice partiordförande.
Han var riksdagsledamot i andra kammaren för Göteborgs och Bohus läns valkrets 1941-1964. I riksdagen var han bland annat ledamot i jordbruksutskottet 1949, 1958-1959 och 1961, utrikesutskottet 1950-1958 och 1961-1963 samt i statsutskottet 1950-1955 och 1962-1964. Han var särskilt engagerad i jordbrukspolitik men hade ett brett politiskt engagemang. Han deltog också i 1950-talets så kallade rättsrötedebatt och var även en av dåtidens mest framträdande republikaner.
Svensson var en av sin tids mest framträdande politiker och samhällsdebattörer, och har även efteråt spelat roll som förebild och inspiratör för i synnerhet frisinnade. I boken Politiska tankelinjer (1954) sammanfattade han grunderna för sitt politiska engagemang. Han utgav även andra politiska skrifter samt en biografi över Carl Gustaf Ekman.